# Oddone de Savoie
Oddone de Savoie (en italien : Oddone di Savoia), prince de Savoie et duc de Montferrat, puis prince d'Italie, né le 11 juillet 1846 à Racconigi et mort le 22 janvier 1866 à Gênes, est un humaniste et un philanthrope. Il est le fils de Victor-Emmanuel II, roi d'Italie et de l'archiduchesse Adélaïde de Habsbourg-Lorraine.

## Biographie

### Famille

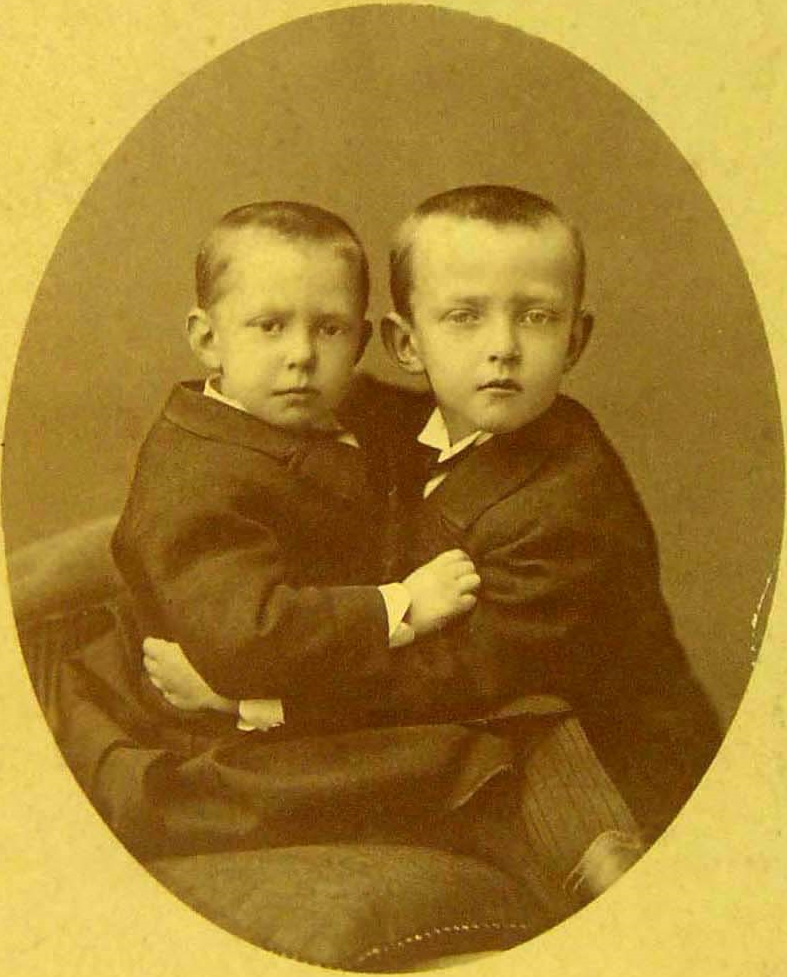
Oddone et son frère Amédée en 1850.

Né au château royal de Racconigi, près de Turin, en Piémont,, le 11 juillet 1846, le prince Oddone est le quatrième des huit enfants et le troisième fils du roi Victor-Emmanuel II et de l'archiduchesse Adélaïde de Habsbourg-Lorraine. Dès sa naissance, il porte de titre de « duc de Montferrat », puis il est baptisé sous les prénoms de Oddone Eugenio Maria et reçoit comme parrain le prince Eugène de Carignan et comme marraine sa grand-mère paternelle la reine consort Marie-Thérèse de Habsbourg-Toscane. Ses frères aînés sont le futur roi d'Italie Humbert Ier et le futur roi d'Espagne Amédée Ier. Il a également deux sœurs : Marie-Clotilde, qui épouse le prince Napoléon-Jérôme Bonaparte, et Maria Pia, devenue reine consort de Portugal, ainsi que trois frères cadets morts dans leur petite enfance,,,.

### Entre handicap physique et précocité intellectuelle

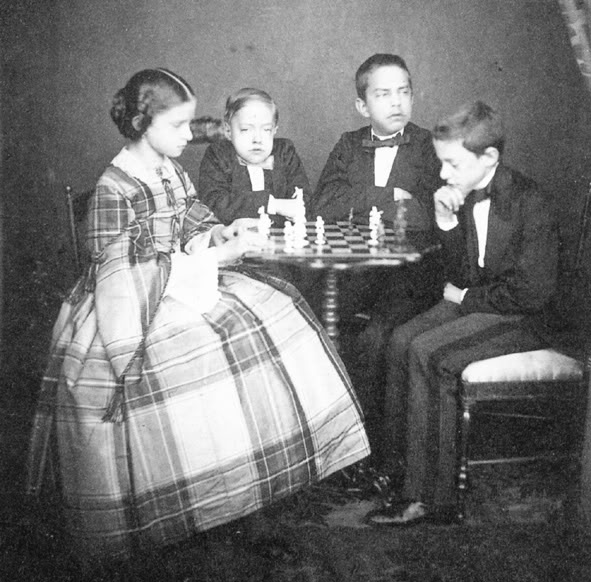
Oddone, sa sœur Maria Pia, ses frères Humbert et Amédée à la fin des années 1850.

Né avec une grave maladie génétique, il présente dès l'âge de deux ans des symptômes sévèrement débilitants (nanisme et malformation du développement). Son état rachitique que les médecins actuels désignent comme une ostéogenèse imparfaite, le contraint de subir des traitements très longs et des opérations osseuses douloureuses. Aucun autre membre de sa famille ne souffrant de cette pathologie, bien que ses parents soient cousins germains, une question de consanguinité est possible. En raison de ses opérations chirurgicales, il se déplace dans un fauteuil roulant ou avec des béquilles. Emprisonné dans un physique petit et maladroit, souvent victime de chutes, il est incapable de participer aux activités physiques et à l'entraînement militaire de ses frères, il est donc placé quelque peu en marge de la vie de cour de la maison de Savoie en raison de sa mauvaise santé. Personnalité mélancolique, il est doté d'intelligence, de débrouillardise et d'une grande vivacité intellectuelle, il se consacre donc aux études, s'intéressant dans sa courte existence à diverses matières, tant scientifiques qu'artistiques,,.
À Moncalieri, le roi Vittorio Emanuele II avait créé une maison d'éducation pour ses enfants avec les meilleurs tuteurs. En 1853, les professeurs d'Oddone sont les officiers Giuseppe Rossi, Federico della Rovere et Bernardino Pes di Villamarina del Campo (enseignant l'art militaire), les abbés Umberto Pillet, Giorgio Maria Bogei et Placido Pozzi (sciences humaines), le physicien et géologue Angelo Sismonda (sciences naturelles), l'artiste Angelo Beccaria (sculpture et dessin). Oddone excelle dans ses études, bien plus que ses frères. Il étudie également la géologie, la mécanique, l'astronomie, la musique, l'histoire, la littérature et le français, ainsi que l'aquarelle. 
Jusqu'en 1860, hormis les périodes de vacances, il passe la plupart de son temps entre Turin et Moncalieri, années marquées par la perte, à une semaine d'intervalle, deux référentes proches : sa mère et de sa grand-mère paternelle - qui s'occupaient de lui - en janvier 1855. Dès lors, il se retrouve de plus en plus seul quand ses frères sont envoyés au service militaire, respectivement en 1858 et 1859. Il noue des liens forts avec ses sœurs, notamment avec Marie Clotilde, mais il la voit également partir en 1859, pour s'installer à Paris après son mariage avec Napoléon-Jérôme Bonaparte, puis, c'est Maria Pia qui part s'installer à Lisbonne où elle épouse en 1862 le roi Louis Ier de Portugal. La proclamation de son père comme roi d'Italie, en 1861, exacerbe la solitude du jeune homme, car les engagements institutionnels accrus du souverain diminuent l'attention à son égard. À partir du 16 septembre 1861, Oddone et ses frères, devenus princes d'un nouveau royaume unifié, effectuent, à la demande de leur père, un voyage d'un mois qui les conduit sur les lieux des batailles ayant permis l'unification du pays : à San Martino della Battaglia, en Émilie, en Ombrie, dans Les Marches et en Toscane. C'est également à cette époque qu'Oddone fréquente à Gênes les théâtres del Falcone et Carlo Felice,,.

### Un prince érudit et mécène

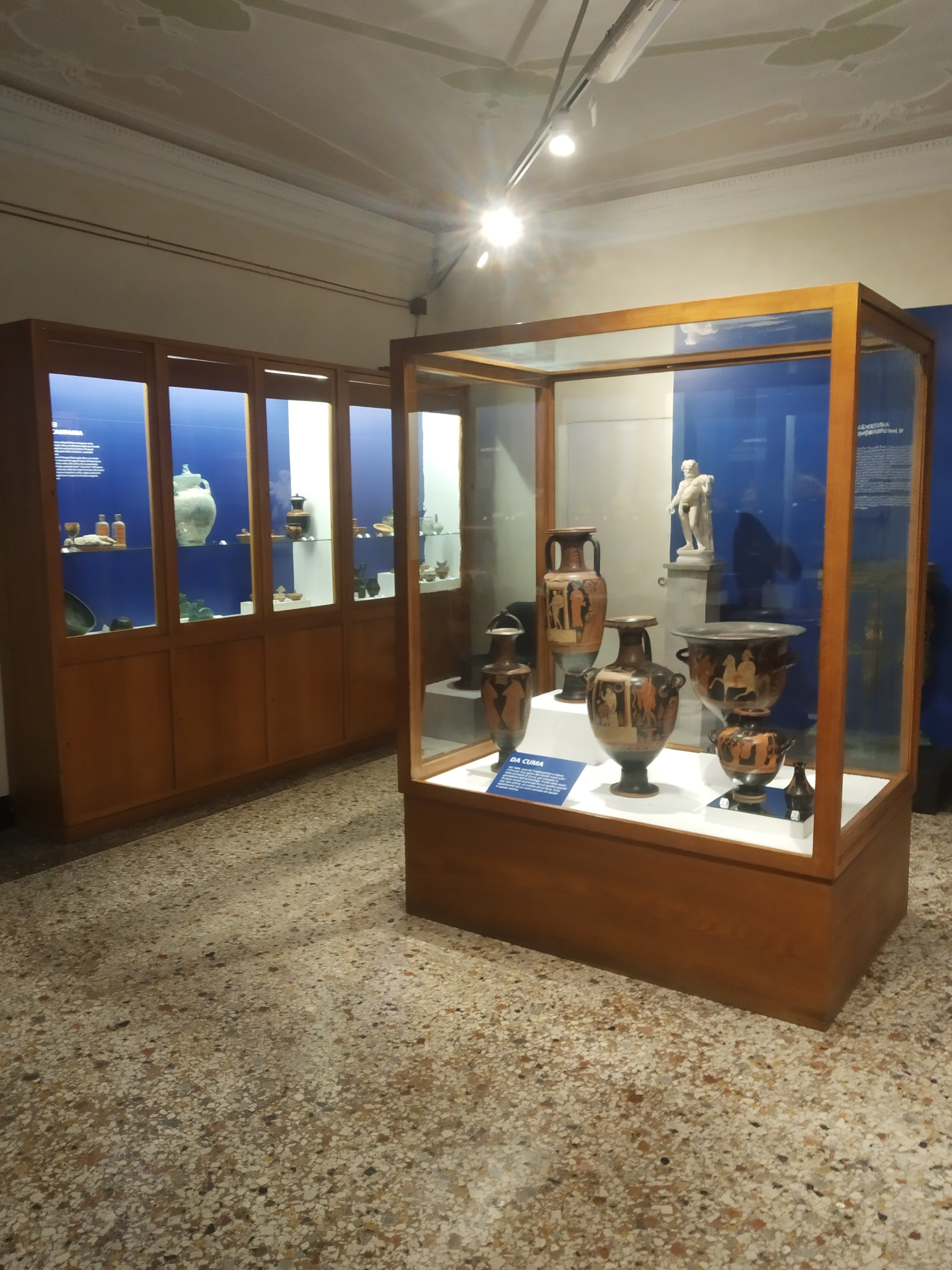
Collection Oddone de Savoie au musée archéologique de Gènes en 2023.

Au cours de sa brève vie, le prince se consacre à l'étude de l'art et à l'acquisition d'objets de la Grèce antique et de Rome pour la ville de Gênes, qui demeurent conservés au Musée d'archéologie ligure (italien : Museo di Archeologia Ligure).
D'autres pièces qu'Oddone a collectées et données sont présentes à la Galerie d'art moderne de Gênes, qui porte en partie le nom du prince. 
En tant qu'érudit, le prince était entré en contact avec des personnalités culturelles de premier plan, notamment le sculpteur Santo Varni, qui était son conseiller et ami, et les peintres Tammar Luxoro et Domenico Pasquale Cambiaso. Accompagné par sa sœur Maria Pia, il passe l'été 1861 à Pegli (alors commune indépendante non loin de Gênes), où il choisit comme résidence la Villa Lomellini Rostan. Outre le climat doux, qui profite à sa condition physique précaire, ce choix a été dicté par sa grande passion pour la mer, née en lui dès la petite enfance, lorsque la famille royale passait des vacances à La Spezia. Son retour à la cour à l'automne est bref, car bientôt, après avoir constaté l'effet positif que le séjour sur la Riviera avait apporté à son corps et à son esprit, son père lui accorde la permission de s'installer définitivement à Gênes, pour y établir sa résidence au palais royal, où, il est installé au troisième étage du palais avec une cour dirigée par l'amiral Orazio Di Negro. Sa suite comprend l'abbé Giuseppe Anzino, les officiers de marine Gustavo Alziari di Malauzena et Galeazzo Frigerio, l'artiste Angelo Beccaria et le docteur Evasio Adami. Oddone y demeure les quatre dernières années de sa vie.
La période génoise est caractérisée par une étude heureuse et approfondie des disciplines techniques et artistiques : de la géographie à la musique, des langues à la navigation. En raison de cet intérêt, en 1862, il est intégré à la marine royale à la demande de son père qui le nomme capitaine de vaisseau honoraire,. 
Protecteur et promoteur des arts et des œuvres de l'esprit, il crée quatre prix annuels pour les étudiants de l'Accademia ligustica di belle arti, dont il est nommé président d'honneur, ainsi que de la Société Ligure d'Histoire de la Patrie. Il finance des fouilles archéologiques à Capoue et à Cuma. Sa demeure, où il fait installer un bureau de style « pompéien » et un « callidarium » - une serre pour les collections archéologiques et botaniques - , est également riche d'une bibliothèque de plus de mille volumes, devient bientôt un lieu de conférences et de débats culturels pour les personnalités les plus illustres des arts et des sciences de la ville : autorités civiles et militaires, professeurs d'université, universitaires, artistes, dont le sculpteur Santo Varni,,.
Le 5 juin 1862, il part avec ses frères les princes Humbert et Amédée, pour l'Orient dans le cadre d'un voyage éducatif à bord de la pyrofrégate Governolo : Oddone visite Cagliari, Palerme, Catane, Messine, Naples, Pompéi, puis il poursuit son périple jusqu'à atteindre Constantinople le 16 août, où se termine le voyage. Au Grand Bazar de la capitale de l'Empire ottoman, il acquiert de nombreux objets. Les voyageurs royaux rentrent à Gênes le 15 septembre 1862. Ce voyage, destiné à accroître les connaissances des princes a profondément influencé l'esprit du jeune Oddone, déclenchant son intérêt pour les antiquités et l'art classique et lui permettant de commencer une riche collection d'objets d'art.

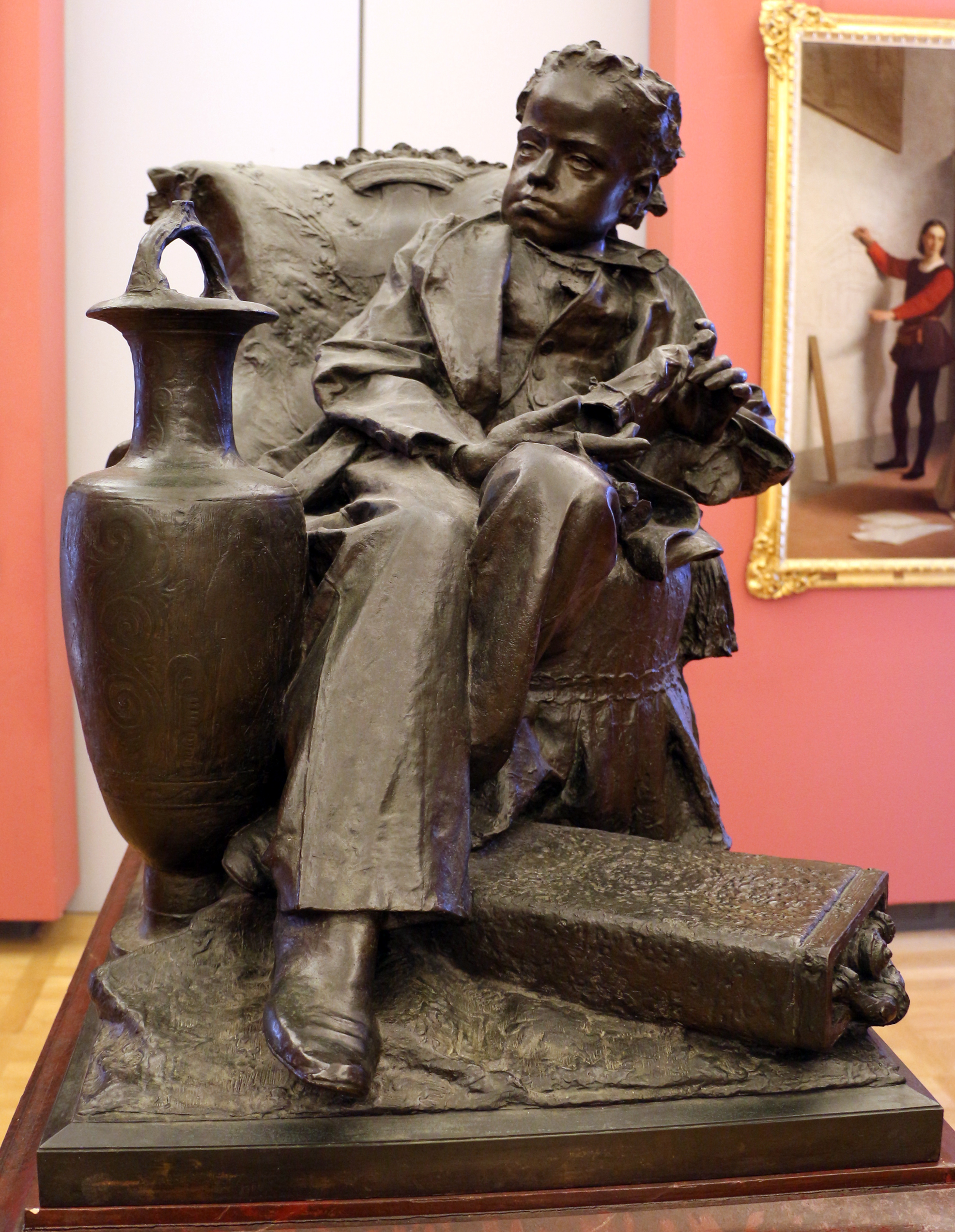
Le prince Oddone par Antonio Orazio Quinzio en 1891 à la galerie d'art moderne de Gênes.

À l'été 1863, il effectue un nouveau voyage en Sardaigne et à Naples, où il s'intéresse à l'archéologie, finançant des fouilles dirigées par l'illustre archéologue Giuseppe Fiorelli. De retour à Gênes, il se consacre à l'étude de l'histoire naturelle sous la direction du zoologiste Michele Lessona, en particulier la malacologie, constituant une riche collection de coquillages, d'algues et de colibris, aujourd'hui exposée au Musée d'histoire naturelle Giacomo Doria. Au point de vue de la peinture, il défie le goût classique et conservateur de l'Académie génoise, lié à la peinture historique et de genre, en achetant auprès d'un promoteur les paysages en plein air les plus subversifs des peintres de l'École grise, école picturale ligure renouvelant l'approche du paysage de l'Italie du Nord, adhérant à la vision artistique anti-académique et naturaliste, et dont Tammar Luxoro, ami proche du prince Oddone, est l'un des représentants par sa conception innovante. Dès lors le prince acquiert des œuvres d'Alfredo d'Andrade, d'Ernesto Rayper, Vincenzo Cabianca, Gerolamo Induno, ou encore Francesco Gonin .
Au cours de l'été 1864, les médecins ne lui permettent pas d'entreprendre un nouveau voyage, mais recommandent plutôt des bains de mer. Le jeune Oddone se rend donc chez le marquis Ala Ponzone dans l'élégante Villa Durazzo Bombrini, dans la ville côtière de Cornigliano (aujourd'hui quartier de la banlieue ouest de Gênes). De retour à la villa l'année suivante, Oddone conçoit l'idée de l'élire comme résidence permanente, centre de ses collections et de ses études, et grâce à l'intercession de son parrain, le prince Eugène de Carignan, son père le roi Vittorio Emanuele accepte de l'acheter. Il commence, à cette époque, à s'adonner à la philanthropie. Il subventionne les jardins d'enfants génois qui aidaient les enfants malades et abandonnés et accueille à Cornigliano ceux qui avaient besoin de la proximité de la mer pour améliorer leur bien-être. Il souhaitait construire en leur faveur un établissement balnéaire, mais malheureusement, la dégradation de ses conditions de vie l'empêcha de concrétiser son projet.
Le prince Oddone rencontre sa famille en septembre 1865, à Turin. Lors du voyage de retour en Ligurie, il est frappé d'une grave hémorragie et d'une crise d'hydropisie. Sa santé était devenue très délétère, il ne pouvait même plus rester en position couchée. Il passa ses derniers mois dans ces souffrances, réconforté par l'affection de ses proches qui l'avaient rejoint à Cornigliano.

### Mort et funérailles
Le prince Oddone meurt au palais royal de Gênes le 22 janvier 1866. Après des funérailles, célébrées par l'archevêque André Charvaz, à la cathédrale Saint-Laurent de Gênes le 24 janvier 1866, en présence de ses proches, des autorités et d'une foule nombreuse, son corps est conduit par chemin de fer pour être inhumé dans la troisième salle de la nécropole royale de la basilique de Superga à Turin.

## Ascendance d'Oddone de Savoie
|  |                                           |  |  |  |  |  |  |  |  |  |  |  |  |
|  | 8. Charles-Emmanuel de Savoie-Carignan    |  |  |  |  |  |  |  |  |  |  |  |  |
|  |                                           |  |  |  |  |  |  |  |  |  |  |  |  |
|  |                                           |  |  |  |  |  |  |  |  |  |  |  |  |
|  | 4. Charles-Albert de Sardaigne            |  |  |  |  |  |  |  |  |  |  |  |  |
|  |                                           |  |  |  |  |  |  |  |  |  |  |  |  |
|  |                                           |  |  |  |  |  |  |  |  |  |  |  |  |
|  | 9. Marie-Christine de Saxe                |  |  |  |  |  |  |  |  |  |  |  |  |
|  |                                           |  |  |  |  |  |  |  |  |  |  |  |  |
|  |                                           |  |  |  |  |  |  |  |  |  |  |  |  |
|  | 2. Victor-Emmanuel II                     |  |  |  |  |  |  |  |  |  |  |  |  |
|  |                                           |  |  |  |  |  |  |  |  |  |  |  |  |
|  |                                           |  |  |  |  |  |  |  |  |  |  |  |  |
|  | 10. Ferdinand III de Toscane              |  |  |  |  |  |  |  |  |  |  |  |  |
|  |                                           |  |  |  |  |  |  |  |  |  |  |  |  |
|  |                                           |  |  |  |  |  |  |  |  |  |  |  |  |
|  | 5. Marie-Thérèse de Habsbourg-Toscane     |  |  |  |  |  |  |  |  |  |  |  |  |
|  |                                           |  |  |  |  |  |  |  |  |  |  |  |  |
|  |                                           |  |  |  |  |  |  |  |  |  |  |  |  |
|  | 11. Louise de Bourbon-Siciles             |  |  |  |  |  |  |  |  |  |  |  |  |
|  |                                           |  |  |  |  |  |  |  |  |  |  |  |  |
|  |                                           |  |  |  |  |  |  |  |  |  |  |  |  |
|  | 1. Oddone de Savoie                       |  |  |  |  |  |  |  |  |  |  |  |  |
|  |                                           |  |  |  |  |  |  |  |  |  |  |  |  |
|  |                                           |  |  |  |  |  |  |  |  |  |  |  |  |
|  | 12. Léopold II                            |  |  |  |  |  |  |  |  |  |  |  |  |
|  |                                           |  |  |  |  |  |  |  |  |  |  |  |  |
|  |                                           |  |  |  |  |  |  |  |  |  |  |  |  |
|  | 6. Rainier d'Autriche                     |  |  |  |  |  |  |  |  |  |  |  |  |
|  |                                           |  |  |  |  |  |  |  |  |  |  |  |  |
|  |                                           |  |  |  |  |  |  |  |  |  |  |  |  |
|  | 13. Marie-Louise d'Espagne                |  |  |  |  |  |  |  |  |  |  |  |  |
|  |                                           |  |  |  |  |  |  |  |  |  |  |  |  |
|  |                                           |  |  |  |  |  |  |  |  |  |  |  |  |
|  | 3. Adélaïde de Habsbourg-Lorraine         |  |  |  |  |  |  |  |  |  |  |  |  |
|  |                                           |  |  |  |  |  |  |  |  |  |  |  |  |
|  |                                           |  |  |  |  |  |  |  |  |  |  |  |  |
|  | 14=8. Charles-Emmanuel de Savoie-Carignan |  |  |  |  |  |  |  |  |  |  |  |  |
|  |                                           |  |  |  |  |  |  |  |  |  |  |  |  |
|  |                                           |  |  |  |  |  |  |  |  |  |  |  |  |
|  | 7. Élisabeth de Savoie-Carignan           |  |  |  |  |  |  |  |  |  |  |  |  |
|  |                                           |  |  |  |  |  |  |  |  |  |  |  |  |
|  |                                           |  |  |  |  |  |  |  |  |  |  |  |  |
|  | 15=9. Marie-Christine de Saxe             |  |  |  |  |  |  |  |  |  |  |  |  |
|  |                                           |  |  |  |  |  |  |  |  |  |  |  |  |
|  |                                           |  |  |  |  |  |  |  |  |  |  |  |  |

## Titulature et honneurs

### Titulature
- 11 juillet 1846 - 17 mars 1861 : Son Altesse Royale le prince Oddone de Savoie, duc de Montferrat ;
- 17 mars 1861 - 22 janvier 1866 : Son Altesse Royale Oddone de Savoie, prince d'Italie, duc de Montferrat.

### Honneur et hommages

#### Honneur
- Chevalier de l'ordre des Saints-Maurice-et-Lazare[4].

#### Hommages
La ville de Gênes donne son nom à un tronçon du périphérique maritime, titre annulé par le gouvernement fasciste de la République de Salò le 23 mars 1944, comme toute la toponymie dédiée aux Savoie, et jamais restaurée. Tandis qu'à Turin, il reste le prestigieux Corso Principe Oddone, une large rue pleine de lumière qui a remplacé l'ancienne route sombre cachée par la voie ferrée. La statue, due au ciseau d' Antonio Orazio Quinzio, en 1891, le représente dans la Galerie d'Art Moderne de Gênes, où sont conservées les œuvres de sa collection artistique.